# Evocation I: The Arcane Dominion
Evocation I: The Arcane Dominion je třetí studivé album švýcarské folkmetalové kapely Eluveitie.

## Seznam skladeb
| Pořadí         | Název                                | Autor                  | Délka |
| -------------- | ------------------------------------ | ---------------------- | ----- |
| 1.             | Sacrapos - At First Glance           | Murphy                 | 2:01  |
| 2.             | Brictom                              | Glanzmann, J. Shorland | 4:22  |
| 3.             | A Girl's Oath                        | Murphy                 | 1:18  |
| 4.             | The Arcane Dominion                  |                        | 5:43  |
| 5.             | Within the Grove                     |                        | 1:52  |
| 6.             | The Cauldron of Renascence           | Glanzmann              | 2:05  |
| 7.             | Nata                                 | Glanzmann              | 4:02  |
| 8.             | Omnos                                | Glanzmann              | 3:48  |
| 9.             | Carnutian Forest                     | Glanzmann              | 3:17  |
| 10.            | Dessumiis Luge                       | Tadić, Murphy          | 3:28  |
| 11.            | Gobanno                              |                        | 3:15  |
| 12.            | Voveso in Mori                       | Glanzmann, Murphy      | 4:09  |
| 13.            | Memento                              | Kistler, E. López      | 3:20  |
| 14.            | Ne Regv Na                           | Glanzmann, Murphy      | 5:07  |
| 15.            | Sacrapos - The Disparaging Last Gaze | Murphy                 | 2:43  |
| Celková délka: | Celková délka:                       | Celková délka:         | 50:24 |